# 乌奴耳要塞
乌奴耳要塞位于内蒙古自治区呼伦贝尔市牙克石市东南部:16，是十七个侵华日军东北要塞之一。2006年，以乌奴耳侵华日军要塞遗址之名列入第四批内蒙古自治区文物保护单位。
此处建筑群是满洲国时期，关东军修建的永久军事工事。时，乌奴耳属兴安北省:42。乌奴耳要塞距呼伦贝尔市区145公里，距中苏边境350公里，距中蒙边境300公里:16。
中华人民共和国研究者称其为关东军唯一的一处以纵深防御为目的的内陆要塞阵地群:16。亦有研究者认为，此建筑群是关东军修建的防御阵地，而非关东军国境要塞。而中华人民共和国学界一般归入十七个侵华日军东北要塞之中。